# Calindea

Mapa de la Antigua Macedonia con la posible ubicación de Calindea, en la parte norte de la Península Calcídica.

Calindea (en griego antiguo: Καλίνδοια)  fue una antigua ciudad griega situada en el norte de la región de Botiea, probablemente en la frontera con la región de Migdonia. 
Es mencionada en una inscripción de c. 422 a. C., relativa a una alianza ateniense-botiea. En dicha inscripción se alude a una confederación botiea en la misma época, de la que Calindea formó parte.
Aparece mencionada en los registros de los teorodocos del año 360/359 a. C. de la ciudad de Epidauro.
En el año 323 a. C., Alejandro Magno entregó Calindea y tres territorios vecinos a los macedonios.
Se ha sugerido su localización en la actual ciudad de Kalamoto, en Macedonia Central.